# Aderval Barros
Aderval Barros (Paulista — 9 de outubro de 1958) é um apresentador e radialista brasileiro. 
Atualmente, ele é o apresentador da TV Bandeirantes do Jogo Aberto.
Em 2015, o apresentador da transmissão do jogo aberto na TV Tribuna (afiliada à Rede Bandeirantes) anunciou sua entrada na Rádio Transamérica para apresentar um programa esportivo na cidade de Recife.

## Nomeações
| Ano  | Trabalho nomeado | Prêmio                 | Resultado |
| ---- | ---------------- | ---------------------- | --------- |
| 2010 | "Ronda Geral"    | Prêmio Vladimir Herzog | Venceu    |

### Prêmios
Em 2010, com o programa jornalístico da TV Tribuna, Barros, junto com o jornalista Sérgio Dionísio, ganharam o Prêmio Vladimir Herzog de Jornalismo.